# Wapen van Hove

Het wapen van Hove

Het wapen van Hove is het heraldisch wapen van de Antwerpse gemeente Hove. Het wapen werd in 1874 verleend. Op 9 september 1997 kreeg de gemeente, per Ministerieel Besluit, een gewijzigde omschrijving toegekend.

## Blazoeneringen
Vanwege de wijzigingen in het wapen heeft Hove twee blazoeneringen voor het wapen.

### Eerste wapen
De eerste blazoenering, volledig in het Frans, luidt als volgt:
Ecartelé au 1er et au 4e quartiers, de sinople à trois étrilles d'or, posées deux et une, au chef d'argent, chargé de trois pommes, feuillées et tigées au naturel; au 2e et au 3e quartiers, d'argent, à la fasce de sable accompagnée en chef de deux fers de moulin de même et en pointe d'un lion rampant de sinople; sur le tout un écusson de sable, à la bande échiquetée d'or et de gueules de deux tires et accompagnée de deux quinte-feuilles d'argent, boutonnées d'or. L'écu est sommé d'un bonnet de baron à l'antique, surmonté d'un heaume ou casque d'argent grillé et liséré d'or, fourré de gueules,posé de côté et couvert d'une couronne à cinq pointes d'or. - Cimier: un homme barbu isaant, revêtu d'une cotte échiquetée d'or et de gueules, tenant dans sa dextre une étrille et dans sa senestre, une pomme feuillée et tigée de l'écu. - Supports: deux lions d'or armés et lampassés de gueules, portant chacun une bannière, l'une à dextre, de sinople à trois étrilles d'or, au chef d'argent chargé de trois pommes feuillées et tigées au naturel; et l'autre à senestre, de sable, à la bande échiquetée d'or et de gueules de deux tires, accompagnée de deux quinte-feuilles d'argent, boutonnées d'or.
Het wapen is in vier kwartieren gedeeld. Het eerste en vierde kwartier zijn groen van kleur met daarin drie gouden roskammen. Twee van de roskammen staan boven en een onder. Het schildhoofd is van zilver met daarin drie appels met bladeren, alle drie geheel van natuurlijke kleur. Het tweede en derde kwartier zijn zilver van kleur met daarop een zwarte dwarsbalk. Boven de dwarsbalken twee zwarte molenijzers, onder de dwarsbalk staat een lopende groende leeuw. In de blazoenering staat echter dat de leeuw niet loopt, maar klimt. Over de vier kwartieren heen staat een zwart hartschild met een goud en rood geschakeerde schuinbalk. Boven en onder de schuinbalk een vijfbladige, zilveren bloem met een knop van goud.
Op het schild staat een ouderwetse, rood gevoerde, baronnenmuts. Boven de baronnenmuts staat een zilveren traliehelm, getralied, gehalsband en omboord van goud, met rode voering. De helm is voorzien van een gouden kroon. In de blazoenering staat vijf punten, maar op de tekening zijn het er drie. Het dekkleed wordt in de blazoenering niet omschreven. Uit de kroon komt als helmteken een moor, of bebaarde man volgens de beschrijving, met goud-rood geschakeerde kleding. In zijn rechterhand een gouden roskam en in zijn linker een appel met blad.
Als schildhouders twee gouden leeuwen met rode nagels. De twee leeuwen houden elk een banier vast. De rechter leeuw (voor de kijker links) heeft een banier gelijk aan het eerste en vierde kwartier. De linker leeuw (voor de kijker rechts) heeft een banier gelijk aan het hartschild.

### Tweede wapen
In 1844 werd het tweede wapen in gebruik genomen. Omdat het wapen in het Frans en het Nederlands beschreven is, zijn er dus twee omschrijvingen voor. Deze twee luiden als volgt:
Gevierendeeld 1. en 4. in sinopel drie roskammen van zilver, met steel van goud; schildhoofd: in zilver drie oranjeappels van natuurlijke kleur, gebladerd van sinopel 2. en 3. in zilver een dwarsbalk van sabel, vergezeld boven van twee molenijzers van hetzelfde en onder van een leeuw van sinopel; hartschild: in sabel een schuinbalk, geschaakt van goud en van keel, vergezeld van twee vijfbladen van zilver, geknopt van goud. Het schild getopt met een baronnenmuts en overtopt met een helm van zilver, getralied, omboord en gekroond van goud, gevoerd en gehecht van keel, met dekkleden van goud en van sabel. Helmteken: een uitkomende Moor, zijn kleren tegengedwarsbalkt van zestien stukken van goud en van keel, het hoofd omwonden van hetzelfde metaal en dezelfde kleur, houdend in de rechterhand een roskam en in de linkerhand een oranjeappel, beide van het schild. Schildhouders: twee aanziende leeuwen van goud, geklauwd en getongd van keel, houdend elk een banier, die van rechts met het wapen van het eerste kwartier, die van links met het wapen van het hartschild. Het geheel op een losse grasgrond geplaatst.
Het wapen is alleen op details aangepast. De indeling, baronnenmuts, de leeuwen en ook de traliehelm zijn gelijk gebleven. De wijzigingen die zijn doorgevoerd betreft onder andere: de roskammen die niet langer geheel van goud zijn, maar van zilver met gouden handvatten. Deze wijziging is ook in de banier van de rechter leeuw (voor de kijker links) doorgevoerd. De leeuw in het tweede en derde kwartier staat in de oude blazoenering beschreven als klimmend, maar werd lopend afgebeeld, deze beschrijving is niet gewijzigd, maar de wijze van afbeelden wel.
Het helmteken houdt in zijn linkerhand nu geen rode roos, maar een oranje appel vast. Deze is gelijk aan de drie appels in het eerste en vierde kwartier. De kleding van de, nu als Moor beschreven, mensfiguur is niet langer geschakeerd, maar tegengedwarsbalkt van rood met goud. De kleding bestaat uit twee helften met afwisselend een rode of gouden baan met op de andere kant van het kledingstuk de andere kleur. Bij het oude wapen was geen ondergrond voor de leeuwen beschreven, het wapen moet nu afgebeeld worden op een grasgrond.

## Geschiedenis
Hove was voor 1357 een heerlijkheid die onder het hertogdom Brabant viel. Na de Vrede van Aat viel het onder Vlaanderen. Een deel van de heerlijke rechten bleven echter onder Mathilde van Gelder, die ze verkocht. Tot 1649 bleef Hove ressorteren onder Vlaanderen en had het geen eigen schepenbank, maar deelde deze met Boechout. Na 1649 kreeg Hove wel eigen schepenen. In 1675 werd de heerlijkheid verheven tot baronie, met Willem Des Pomereaux (ook wel Willem Despomereaux) als eerste baron.
Het wapen dat in 1874 aan de gemeente werd verleend, was ook op het wapen van Despomereaux gebaseerd. In 1997 werd het wapen gewijzigd, op basis van een adelbrief door de Vlaamse Heraldische Raad gestuurd aan de gemeente, welke op zijn beurt gebaseerd was op de wapenbrief van Despomereaux.